# Amt Bergen auf Rügen
La comunità amministrativa di Bergen auf Rügen (Amt Bergen auf Rügen) si trova nel circondario di Rügen nel Meclemburgo-Pomerania Anteriore, in Germania.

## Suddivisione
Comprende i seguenti comuni (abitanti il 31 dicembre 2022):
1. Bergen auf Rügen, Stadt * (13 689)
2. Buschvitz (236)
3. Garz/Rügen, Stadt (2 264)
4. Gustow (634)
5. Lietzow (240)
6. Parchtitz (748)
7. Patzig (442)
8. Poseritz (973)
9. Ralswiek (255)
10. Rappin (311)
11. Sehlen (895)

Il capoluogo è Bergen auf Rügen.